# Інститут тваринництва Національної академії аграрних наук України
Інститут тваринництва Національної академії аграрних наук України  — науково-дослідний інститут.

## Історія
Інститут тваринництва Національної академії аграрних наук України веде свою історію з 1929 р., коли на базі зоотехнічного відділу Харківської обласної сільськогосподарської експериментальної станції був створений Український інститут молочного господарства. В 1930 р. інститут перейменований у Південний науково-дослідний інститут молочного господарства. В 1934 р. інститут перейменований у Південний науково-дослідний інститут великої рогатої худоби. В 1935 р. реорганізований в Український науково-дослідний інститут тваринництва, в структуру якого додатково увійшли: інститут кормів, науково-дослідна станція вівчарства, зоотехнічний відділ Інституту експериментальної ветеринарії.